# Geschwister-Scholl-Schule (Frankfurt am Main)
Die Geschwister-Scholl-Schule ist eine Realschule in der Siedlung Römerstadt von Frankfurt-Heddernheim. Die Schule wurde nach den Geschwistern Scholl benannt.

## Lage
Die Schule liegt direkt an der Rosa-Luxemburg-Straße. Ihr Haupteingang ist an der Hadrianstraße, ein weiterer Zugang besteht südlich der Schule zwischen Nidda und dem Schulhof, wo sich auch ein Freiluftsportfeld befindet. Die Schule ist mit den U-Bahnlinien U1 und U9 (Haltestelle Römerstadt) und der Omnibuslinie 60 (Haltestelle Hadrianstraße) zu erreichen.

## Anfänge
Das Schulgebäude wurde von dem Architekten Martin Elsaesser entworfen und am 16. August 1929 eröffnet. Es diente zunächst als Volksschule (vergleichbar einer heutigen Grund- und Hauptschule) und sollte die ca. 400 Kinder der neuerbauten Maysiedlung Römerstadt aufnehmen. Bereits im November 1929 wurde in elf Klassen unterrichtet, die Schule wurde nach ihrem Sitz als „Römerstadtschule“ bezeichnet. Nach dem Zweiten Weltkrieg wurden große Teile der Siedlung Römerstadt von den US-Truppen beschlagnahmt, im Gebäude der Schule wurde zunächst ein Arbeiterwohnheim untergebracht, welches jedoch 1951 geräumt wurde um vorübergehend eine 4-klassige Grundschule im Erdgeschoss und eine Höhere Handels- und Fachschule für Wirtschaft und Verwaltung in den oberen Stockwerken unterzubringen.

## Realschule
Am 19. April 1955 begann erneut der Schulbetrieb, zunächst unter der Bezeichnung Römerstadt-Mittelschule und kurz darauf als Heddernheimer Mittelschule, da die Siedlung Römerstadt vollständig auf dem Gebiet der ehemals selbstständigen Gemeinde Heddernheim errichtet wurde. Seit dem Jahr 1964 hat die Schule ihren jetzigen Namen: Geschwister-Scholl-Schule. Damals hatte sie 552 Schüler und Schülerinnen in 14 Klassen. Heute kommen die meisten Schüler aus den Stadtteilen Frankfurt-Nordweststadt, Praunheim, Ginnheim, sowie aus dem Neubauviertel Riedberg und aus Heddernheim.
Schon früh wurde festgestellt, dass der Platz für den Schulbetrieb nicht ausreichend war. Bereits Mitte der 1960er-Jahre wurden daher Holzpavillons mit vier Schulklassen aufgestellt. Später wurden zwei neuere Pavillons mit acht Klassen errichtet. Im Jahre 1994 wurde die Schule um ein durch das Architekturbüro Behnisch Architekten entworfenes weiteres Hauptgebäude ergänzt und die Pavillons wieder abgerissen. Gleichzeitig wurde der untere Schulhof mit Schulgärten und ähnlichem versehen. Beide Schulgebäude verfügen über Fachräume sowohl für naturwissenschaftliche Fächer als auch PC-Räume und Räume für Werkunterricht sowie Lehrküche und Fotolabor.
Eine neu erbaute Grundschule, rund 400 Meter nördlich der Geschwister-Scholl-Schule an der Straße In der Römerstadt, nahm 1969/70 den Regelunterricht auf, sodass in dieser Grundschule die frühere Bezeichnung Römerstadtschule erneut auflebte.

## Besonderheiten
- Seit 2013 bietet die Geschwister-Scholl-Schule als einzige Realschule der Stadt Frankfurt am Main einen Vorbereitungskurs für den Preliminary English Test (PET) der University of Cambridge an.
- Seit Dezember 2012 gibt es das präventiv und intervenierend ausgerichtete Projekt „Jugendhilfe in der Schule“, eine Kooperation von Stadtschulamt Frankfurt am Main, Geschwister-Scholl-Schule und dem Verein für Kultur und Bildung (KUBI e. V.).
- Im Oktober 2017 wurde die Geschwister-Scholl-Schule zur „Umweltschule“ ernannt.

## Bekannte ehemalige Schüler
- Emre Can (* 1994), Fußballspieler[4]